# Agrypon ferale
Agrypon ferale är en stekelart som beskrevs av Atanasov 1977. Agrypon ferale ingår i släktet Agrypon och familjen brokparasitsteklar. Inga underarter finns listade i Catalogue of Life.